# Spilosmylus javensis
Spilosmylus javensis is een insect uit de familie watergaasvliegen (Osmylidae), die tot de orde netvleugeligen (Neuroptera) behoort. 
Spilosmylus javensis is voor het eerst wetenschappelijk beschreven door New in 1991. De soort komt voor in Java.